# Мабі Мулумба
Еварісте Мабі Мулумба (нар. 22 квітня 1941) — заїрський політик, глава уряду країни з січня 1987 до березня 1988 року. З 1986 до 1987 року обіймав посаду міністра фінансів та голови Рахункової палати.
Був професором економіки, мав численні публікації у цій галузі.